# Winfax
Winfax est un serveur de fax appartenant à la société Symantec.
Il a été à la base créé par la société Delrina (en 1990) avant son rachat par Symantec en 1995.